# Abe Masayoshi
Abe Masayoshi est un nom japonais traditionnel ; le nom de famille (ou le nom d'école), Abe, précède donc le prénom (ou le nom d'artiste).
 (octobre 2015).
Si vous disposez d'ouvrages ou d'articles de référence ou si vous connaissez des sites web de qualité traitant du thème abordé ici, merci de compléter l'article en donnant les références utiles à sa vérifiabilité et en les liant à la section « Notes et références ».
Abe Masayoshi (阿部 正由, 19 décembre 1769-28 novembre 1808) est un daimyo japonais du milieu de l'époque d'Edo, qui dirige le domaine d'Oshi. Il occupe également la fonction de Kyoto shoshidai.